# Ромеро, Оскар (футболист)
О́скар Давид Роме́ро Вильямайор (исп. Óscar David Romero Villamayor; родился 4 июля 1992 года в Фернандо-де-ла-Мора, Парагвай) — парагвайский футболист, атакующий полузащитник турецкого клуба « Пендикспор» и сборной Парагвая. Брат нападающего Анхеля Ромеро.

## Клубная карьера
Ромеро — воспитанник футбольной академии клуба «Серро Портеньо». 25 апреля 2011 года в матче против «Либертада» он дебютировал в парагвайской Примере. 22 мая в поединке против «Соль де Америка» Оскар забил свой первый гол за команду. В составе Серро Портеньо он дважды стал чемпионом Парагвая.
В начале 2015 года Ромеро перешёл в аргентинский «Расинг» из Авельянеды. 22 февраля в матче против «Олимпо» он дебютировал в аргентинской Примере. 14 марта в поединке против «Колона» Оскар забил свой первый гол за «Расинг».
17 января 2017 года Оскар стал игроком «Шанхай Шеньхуа». Сразу после оформления трансфера команда отдала игрока в аренду «Алавесу». Аренда рассчитана на один год с правом продления ещё на шесть месяцев.

## Международная карьера
14 августа 2013 года в товарищеском матче против сборной Германии Ромеро дебютировал за сборную Парагвая. 29 мая 2014 года в поединке против сборной Камеруна Оскар забил свой первый гол за национальную команду.
В 2016 году Ромеро принял участие в Кубке Америки в США. На турнире он сыграл в матчах против команд Коста-Рики и Колумбии.

### Голы за сборную Парагвая
| #   | Дата             | Место                                            | Противник | Счёт | Результат | Соревнование           |
| --- | ---------------- | ------------------------------------------------ | --------- | ---- | --------- | ---------------------- |
| 01. | 29 мая 2014      | Куфштайн Арена, Куфштайн, Австрия                | Камерун   | 0:1  | 1:2       | Товарищеский матч      |
| 02. | 2 сентября 2016  | Дефенсорес дель Чако, Асунсьон, Парагвай         | Чили      | 1:0  | 2:1       | Квалификация — ЧМ 2018 |
| 03. | 12 июня 2018     | Тиволи Штадион Тироль, Инсбрук, Австрия          | Япония    | 0:1  | 4:2       | Товарищеский матч      |
| 04. | 12 сентября 2019 | Амманский международный стадион, Амман, Иордания | Иордания  | 2:1  | 2:4       | Товарищеский матч      |

## Титулы и достижения
- Чемпион Парагвая (2): Апертура 2012, Клаусура 2013
- Финалист Кубка Испании: 2016/17